# Sam (diễn viên)
Nguyễn Hà My (sinh ngày 28 tháng 10 năm 1990), thường được biết đến với nghệ danh Sam, là một nữ diễn viên, người mẫu kiêm người dẫn chương trình truyền hình người Việt Nam.

## Tiểu sử
Sam tên thật là Nguyễn Hà My, sinh ngày 28 tháng 10 năm 1990, quê gốc ở Long An. Sau một cuộc thi thời trang, Sam được nhiều tạp chí chọn làm đại sứ thương hiệu và được mời đóng trong một vài video ca nhạc.

## Sự nghiệp
Sam bắt đầu sự nghiệp của mình qua việc giành giải "Ngôi sao thời trang 2008". Ngoài công việc của một người mẫu ảnh, Sam còn mở một cửa hàng thời trang.
Từ năm 2010, cô đã chuyển hướng theo con đường diễn xuất. Năm 2017, Sam tham gia bộ phim hài kinh dị Linh duyên, đóng cùng Tim và Trương Quỳnh Anh. Đến năm 2018, Sam tham gia phim điện ảnh Siêu sao siêu ngố.

## Đời tư
Cư dân mạng bắt đầu tìm tung bằng chứng hẹn hò giữa Ngô Kiến Huy và Sam nhưng Sam đã lên tiếng đính chính cả hai chỉ là bạn bè và không có quan hệ tình cảm.
Cuối năm 2023, sau khi kết hôn, Sam tiết lộ cô đã có bầu với người chồng doanh nhân không được tiết lộ. Ngày 26 tháng 2 năm 2024, hai người con sinh đôi của cô đã được ra đời.

## Dẫn chương trình
- Mình Ăn Trưa Nhé! 2 (HTV7)
- Confetti
- Ai Cũng Bật Cười (cùng MC Ngô Kiến Huy) (HTV2)
- Phản Ứng Bất Ngờ (cùng MC Ngô Kiến Huy) (HTV7)
- Vô Lăng Tình Yêu (Ban cố vấn cùng Ngô Kiến Huy và MC Trấn Thành) (HTV7)
- Tôi yêu Việt Nam 2016 - Thấu kính giao thông (cùng MC Đại Nghĩa) (VTV3)
- 100 Giây Rực Rỡ (cùng MC Tim (mùa 3) - Quang Bảo (mùa 4) (VTV3)
- Cốc Cốc Sam Ơi 1 (Host)
- Cốc Cốc Sam Ơi 2 (Host)
- Thanh Âm Diệu Kỳ (VTVcab ON Movies)
- Thanh Âm Quyền Năng (HTV7)
- Căn Bếp Vui Nhộn 1 (cùng MC Ngô Kiến Huy) (HTV7)
- Biệt Tài Tí Hon Mùa 2 (VTV3)
- Trí Khôn Ta Đây (HTV7)
- Sàn Đấu Ca Từ 4 (cùng MC Ngô Kiến Huy) (HTV7)
- Sàn Đấu Ca Từ 5 (cùng MC Ngô Kiến Huy) (HTV7)
- Gia Đình Thông Thái (cùng MC Ngô Kiến Huy) (HTV7)
- Thử Thách Lớn Khôn (HTV7)
- Quà Tặng Bất Ngờ (HTV7)
- Góc Bếp Thông Minh (cùng Jun Phạm) (HTV7)
- Mãi Mãi Thanh Xuân 1 (HTV7)
- Mãi Mãi Thanh Xuân 2 (HTV7)
- Hát Mãi Ước Mơ 3 (HTV7)
- Kiddie Shark - Sếp Nhí Khởi Nghiệp (VTV3)
- Cầu Thủ Nhí 2021 (VTV3)
- Đối Thủ Bí Ẩn (cùng MC Minh Xù) (HTV7)
- Bộ 3 siêu đẳng (cùng Thanh Duy) (VTV3)
- FPT Play IQ (FPT Play TV)
- Vitamin Xanh (HTV7)
- Vừa Đi Vừa Hát 2022 (cùng Ca Sĩ Trịnh Thăng Bình) (HTV7)
- Studio Số 6 2022 (HTV7)
- Ảo Thuật Sắc Đẹp (HTV7)
- Ống Bố Hoàn Hảo 5 (cùng MC Đình Toàn) (VTV3)

## Danh sách phim

### Truyền hình
| Năm  | Tựa phim                | Vai diễn                  | Đạo diễn                           | Kênh       | Nguồn                              |
| ---- | ----------------------- | ------------------------- | ---------------------------------- | ---------- | ---------------------------------- |
| 2010 | Lối rẽ                  | Thùy Dương (trưởng thành) | Phạm Ngọc Châu                     | HTV7       | [ 9 ]                              |
| 2011 | Điệp vụ tình yêu        |                           |                                    | Yeah1TV    |                                    |
| 2012 | Đảo xanh                | Thiên Lam                 | Võ Thạch Thảo                      | HTV9       | [ 10 ] [ 11 ]                      |
| 2012 | Lời nguyền Sapphire     | Ngọc Lan                  | Chu Thiện                          | TodayTV    | [ 12 ] [ 13 ]                      |
| 2014 | Thầy đổi nghề           | Ẩn Dung                   | Nguyễn Dương                       | VTV3       | [ 14 ] [ 15 ]                      |
| 2014 | Cha và con gái          | Nhã                       | Võ Thạch Thảo                      | HTV7       |                                    |
| 2014 | Hoa phượng trắng        | Anh Nhi                   | Lưu Ngọc Hà                        | VTV6       | [ 16 ]                             |
| 2015 | Sương khói đồng hoang   | Vân / Tâm                 | Nguyễn Dương                       | Let's Viet | [ 17 ] [ 18 ] [ 19 ]               |
| 2015 | Những cô nàng rắc rối   | Hạnh Nhi                  | Trần Đình Hiền / Vick Nguyễn       | VTV9       | [ 20 ]                             |
| 2015 | Dâu trăm họ             | Du My                     | Trần Quế Ngọc                      | SCTV14     | [ 21 ]                             |
| 2015 | Nhà trọ có bốn cô chiêu | Ngân                      | Nguyễn Minh Cao                    | Let's Viet | [ 22 ] [ 23 ]                      |
| 2016 | Cô Thắm về làng         | Út Đượm                   | Lê Hướng Nam                       | HTV2       | [ 24 ]                             |
| 2016 | Máu chảy về tim         | Châu                      | Nguyễn Dương                       | THVL1      | [ 25 ] [ 26 ]                      |
| 2016 | Hợp đồng định mệnh      | Du                        | Nguyễn Dương                       | HTV9       | [ 27 ] [ 28 ] [ 29 ]               |
| 2016 | Mãi mãi là bao lâu      | Hằng                      | Đặng Thái Huyền                    | SCTV14     |                                    |
| 2017 | Màu thứ 8 của tình yêu  | Cúc                       | Nguyễn Mạnh Hà                     | SCTV14     |                                    |
| 2017 | Có thắm về làng 2       | Út Đượm                   | Nguyễn Hoàng Anh                   | HTV2       | [ 30 ] [ 31 ] [ 32 ]               |
| 2017 | Gia đình là số 1        | Kim Chi                   | Nhật Trung                         | HTV7       | [ 33 ]                             |
| 2018 | Cô thắm về làng 3       | Út Đượm                   | Nguyễn Hoàng Anh / Lương Trung Tín | HTV2       | [ 34 ] [ 35 ]                      |
| 2018 | Bố là tất cả            | Anh Thư                   | Nguyễn Quang Minh                  | HTV7       | [ 36 ] [ 37 ] [ 38 ]               |
| 2018 | Nếu còn có ngày mai     | Ngọc                      | Hoàng Tuấn Cường                   | VTV3       | [ 39 ] [ 40 ] [ 41 ] [ 42 ] [ 43 ] |
| 2018 | Những cô nàng ngổ ngáo  | Thanh Xuân                | Phước Ngô                          | HTV7       |                                    |
| 2019 | Cô thắm về làng 4       | Út Đượm                   | Võ Thạch Thảo                      | HTV2       |                                    |

### Điện ảnh
| Năm  | Tựa phim                            | Vai diễn      | Đạo diễn           | Nguồn                |
| ---- | ----------------------------------- | ------------- | ------------------ | -------------------- |
| 2016 | Bệnh viện ma                        | Y tá          | Võ Thanh Hòa       |                      |
| 2016 | Nắng                                | Hằng          | Đồng Đăng Giao     |                      |
| 2017 | Linh duyên                          | Hương lúc trẻ | Nguyễn Duy Võ Ngọc | [ 44 ] [ 45 ]        |
| 2018 | Siêu sao siêu ngố                   | Trúc          | Đỗ Đức Thịnh       | [ 46 ] [ 47 ] [ 48 ] |
| 2022 | Đảo độc đắc - Tử mẫu Thiên linh cái | Linh          | Lê Bình Giang      |                      |

### Đóng MV
| Năm  | Tựa MV                 | Ca sĩ         | Nguồn |
| ---- | ---------------------- | ------------- | ----- |
| 2009 | Giả vờ yêu             | Ngô Kiến Huy  |       |
| 2009 | Nỗi nhớ theo màn mưa   | Ngô Kiến Huy  |       |
| 2010 | Không có sự lựa chọn   | Ngô Kiến Huy  |       |
| 2012 | Môi xinh               | Tâm Tít       |       |
| 2013 | Lạc                    | Quốc Thiên    |       |
| 2014 | Mong em được vui       | Nam Cường     |       |
| 2016 | Yêu anh một ngày       | Trinnie Huỳnh |       |
| 2017 | Không ngủ được         | Tăng Nhật Tuệ |       |
| 2017 | Cùng nhìn nhau già nua | Ngô Kiến Huy  |       |
| 2018 | Vỡ                     | Đức Phúc      |       |
| 2021 | 72 phép thần thông     | Ngô Kiến Huy  |       |

## Giải thưởng
| Năm  | Giải thưởng   | Hạng mục                               | Tác phẩm                 | Kết quả   | Nguồn  |
| ---- | ------------- | -------------------------------------- | ------------------------ | --------- | ------ |
| 2014 | Ngôi Sao Xanh | Nữ diễn viên truyền hình xuất sắc nhất | Lời nguyền Sapphire      | Đề cử     |        |
| 2016 | Ngôi Sao Xanh | Nữ diễn viên truyền hình xuất sắc nhất | Cô Thắm về làng          | Đề cử     |        |
| 2018 | Ngôi Sao Xanh | Gương mặt điện ảnh triển vọng          | Siêu sao siêu ngố        | Đoạt giải | [ 49 ] |
| 2019 | Ngôi Sao Xanh | Nữ diễn viên truyền hình xuất sắc nhất | Cô Thắm về làng (phần 4) | Đề cử     |        |